# 宋配
宋配（？—？），一名宋醜，字仲業，敦煌郡人。西晉及前涼官員。

## 生平
宋配出身河西大族敦煌宋氏，為人慷慨有大志，崇尚簡樸不爭浮華，但身形短小，且皮膚呈麟甲狀。
永寧元年（301年），張軌出任護羌校尉、涼州刺史。張軌上任即著手改善涼州環境，先討平橫行當地的盜賊群，在西土樹立威信，又以宋配、陰充、氾瑗、陰澹為肱股謀主，大興文教等。永興二年（305年），起事反晉的鮮卑人若羅拔能進攻涼州，宋配以張軌司馬身份領兵抵抗，大敗並殺死若羅拔能，俘獲的鮮卑部眾達十多萬人，此戰遂令治州的張軌聲名大振。永嘉年間，張軌因風疾而無法說話，被逼由兒子張茂代領州事，這令其他人有了奪取涼州治權的打算，其中酒泉太守張鎮及西平太守曹袪就直接移檄要廢掉張軌，改推張鎮弟弟前梁州刺史張越為新任刺史。張軌一方面成功勸服張鎮倒戈，另外亦派使者赴洛陽向晉懷帝陳情，懷帝遂下令張軌誅殺曹袪。張軌遂派兒子張寔統領尹員及宋配共三萬兵力攻曹袪，在破羌攻殺曹袪及其牙門田囂。
永嘉之亂後，張軌聽聞秦王司馬鄴自中原入關中，遂馳檄關中宣示支持秦王，並宣言以宋配為前鋒督護，領兵二萬守衞長安。但其時秦州刺史裴苞及東羌校尉貫與據險阻斷關中與涼州，張軌遂派張寔和宋配擊破他們，裴苞敗逃柔凶堡，終為張軌所殺。宋配後官至西平太守。

## 後代

### 子
- 宋悌，仕前涼

### 孫
- 宋僚，前涼龍驤將軍、武興太守，為張邕所殺

### 曾孫
- 宋繇，曾短暫仕於後秦及段業，後又仕西涼及北涼，終入北魏[7]